# Villa Korea
Die Villa Korea liegt in der Blumenstraße 6 im Stadtteil Niederlößnitz der sächsischen Stadt Radebeul. In den letzten Jahren seines Lebens wohnte dort der ehemalige, langjährige russische Gesandte in Korea, Carl von Waeber, nach dessen langjähriger Wahlheimat die Villa benannt ist.

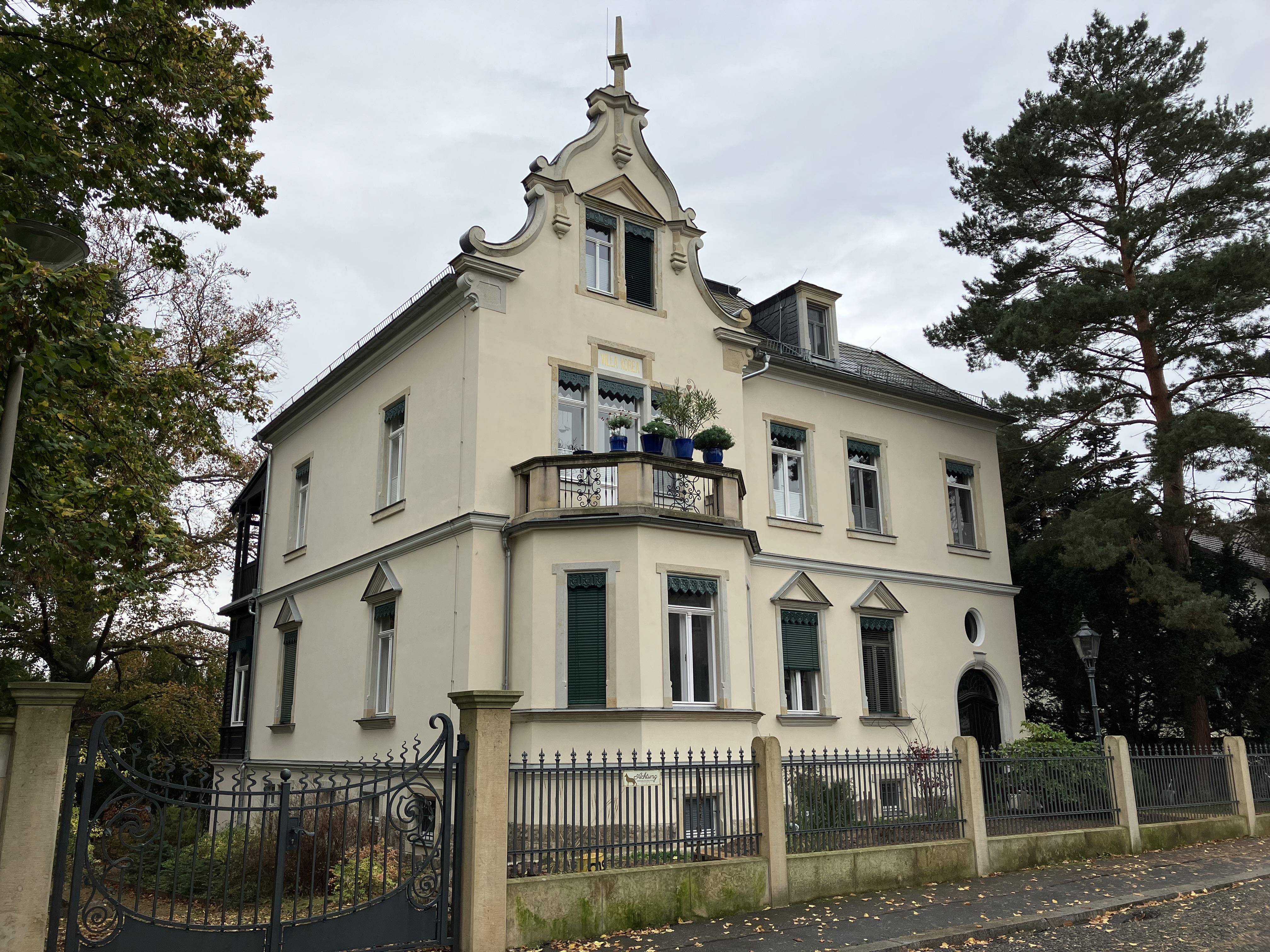
Villa Korea

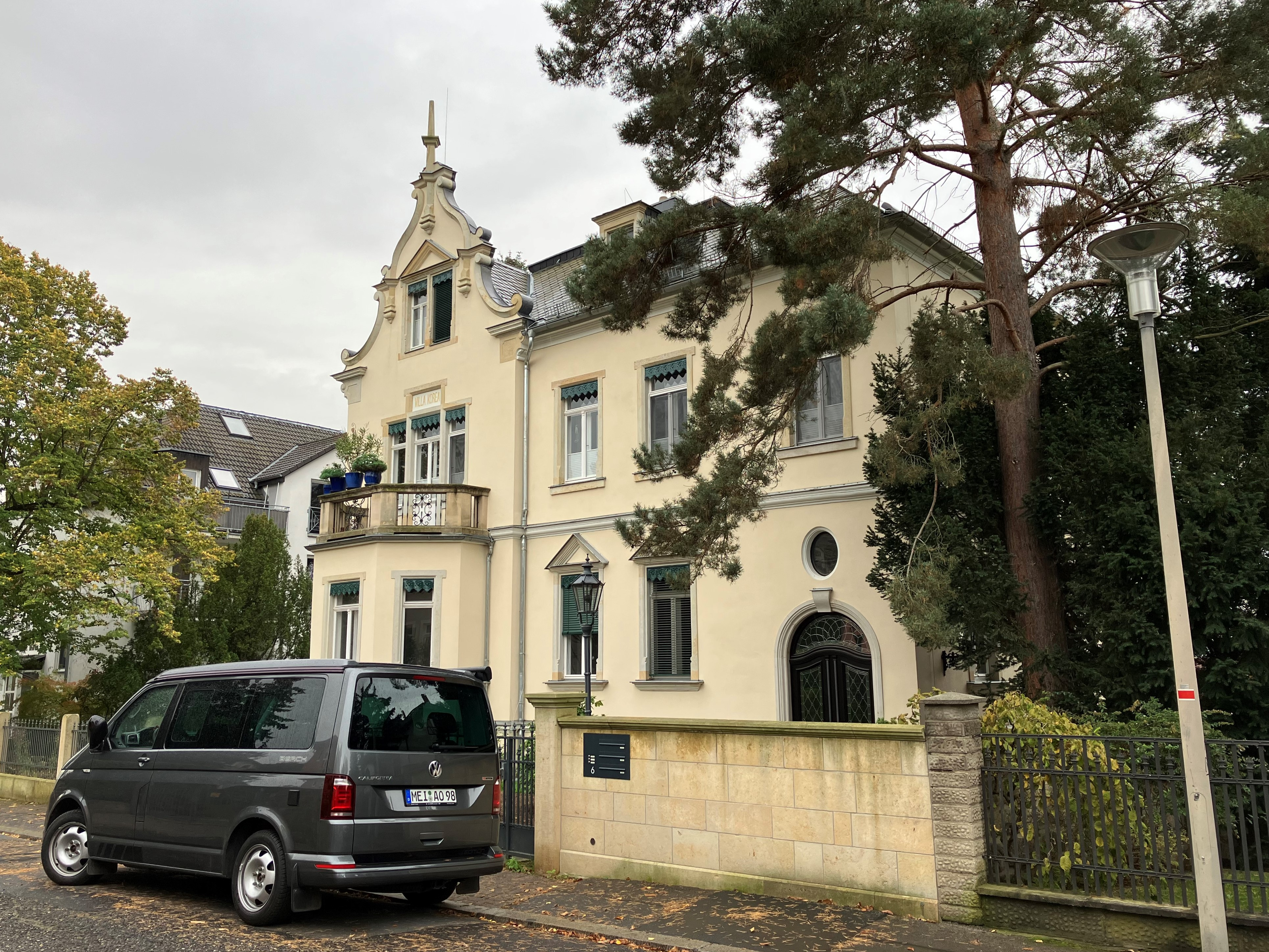
Villa Korea

## Beschreibung
Die zusammen mit ihrer Einfriedung unter Denkmalschutz stehende Mietvilla ist ein zweigeschossiger Putzbau im Stil der Deutschen Renaissance. Obenauf sitzt ein Plattformdach.
In der Hauptansicht von asymmetrischem Aufriss sitzt links ein Seitenrisalit mit einem üppigen Volutengiebel mit Spitze. Vor dem Risalit befindet sich ein Söller mit Austritt aus dem Obergeschoss. Auf der rechten Seite befindet sich der Eingang. Die Fenster sind durch Gewände aus Sandstein eingefasst, teilweise mit giebelförmigen Verdachungen.
Auf der linken Seite der Einfriedung befindet sich ein Jugendstil-Eisentor.

## Geschichte
Der Baumeister Adolf Neumann errichtete 1897/1898 für Wilhelm Rheins eine Mietvilla mit zwei Etagen. Im Jahr 1907 erfolgte eine Aufstockung des Eingangsvorbaus.
Der ehemalige russische Gesandte in Korea, Carl von Waeber (1841–1910), wohnte während seines letzten Lebensabschnitts in dem Haus.
Im Jahr 1989 erhielt die ehemals dort wohnende Familie des Konditormeisters Heinz Bläser die Erlaubnis, dort ein Café mit Gartenlokal zu betreiben, das Café Bläser.
Nach Eigentümerwechseln wird die Villa weiter zu Wohnzwecken genutzt. Nach denkmalgerechter Sanierung wurden die Eigentümer im Jahr 2022 von der Jury mit dem Radebeuler Bauherrenpreis ausgezeichnet; und auch der Publikumspreis der Ausstellungsbesucher ging an die Villa Korea.